# Course Correction
"Course Correction" es el séptimo episodio de la serie de televisión estadounidense de drama policial y misterio Dexter: Resurrección, secuela de Dexter y Dexter: New Blood. El episodio fue escrito por Hilly Hicks Jr. a partir de una historia de Hicks Jr. y Edith D. Rodríguez, y dirigido por la productora Monica Raymund. Se estrenó en Paramount+ with Showtime el 15 de agosto de 2025 y se emitió en Showtime dos días después.
La serie se ambienta tras los sucesos de Dexter: New Blood y sigue a Dexter Morgan, quien se ha recuperado de una herida de bala casi mortal. Tras descubrir que su hijo Harrison ahora trabaja como botones de un hotel en Nueva York, emprende su búsqueda. Su viejo amigo Angel Batista regresa para hablar con Dexter sobre asuntos pendientes. En el episodio, Dexter acompaña a Prater a un castillo privado, donde elige a Gareth como su víctima.
El episodio recibió críticas muy positivas de los críticos, que elogiaron las actuaciones, el ritmo y el enfrentamiento final.

## Argumento
Prater lleva a Dexter Morgan, Al y Gareth a un castillo privado con la esperanza de fomentar la confianza y la relajación. También les informa que Mia se suicidó, pero Dexter se pregunta si fue asesinada. Durante la velada, les piden a todos que hagan una presentación. Al presenta un video que grabó asesinando a una corredora, lo que en secreto disgustó a Dexter.
Cuando le piden a Dexter que haga una presentación como "Red", Dexter aprovecha la oportunidad para explicar cómo vive con una "máscara" para encerrar al Pasajero Oscuro en su interior. Inspirado por Dexter, Prater le cuenta su difícil pasado y su amistad con el asesino en serie que asesinó a sus padres. Luego le entrega su trofeo más preciado: la primera carta que le escribió el asesino. Dexter le confiesa a Gareth que sabe que tiene un gemelo, pero le expresa su admiración. Se sincera sobre su pasado con su hermano Brian Moser, antes de mencionar el asesinato del gemelo de Gareth. Enfurecido, Gareth lo ataca mientras todos observan a lo lejos. Dexter mata a Gareth en secreto, antes de fingir que se desangró, alegando que había matado a Lowell y que planeaba asesinarlos a él y a Al. Prater cree la historia, pero Charley sospecha.
De regreso a Nueva York por la noche, Dexter acompaña a Harrison a una visita guiada por la Facultad de Criminología de Collings, donde Harrison ha mostrado interés en solicitar plaza. Para su sorpresa, Claudette es una invitada especial, quien les explica detalles sobre el asesino en serie, el Destripador de Nueva York. También afirma que los asesinos no sienten amor ni otros sentimientos. Tras encontrar el arma homicida del Destripador en la colección de Prater, Dexter le ofrece algunos consejos sobre el caso. Posteriormente, le dice a Harrison que, si bien no experimenta emociones como él, su amor por él es real, lo que lo reconforta y lo apoya en su decisión.
Dexter regresa a casa, pero se sorprende al encontrar a Angel Batista con la familia de Blessing. Lo lleva, pero se quita la máscara: le advierte que se mantenga alejado de él y de Harrison. Batista se opone, queriendo vengar la muerte de James Doakes y María LaGuerta, así que Dexter lo obliga a salir del coche, advirtiéndole que podría terminar mal si sus sospechas son ciertas. Se marcha, sin darse cuenta de que Batista dejó sus AirPods en un asiento para usarlos como GPS.

## Producción

### Desarrollo
En mayo de 2025, se reveló que el título del episodio sería "Course Correction". El episodio fue escrito por el productor ejecutivo Hilly Hicks Jr. a partir de una historia de Hicks Jr. y Edith D. Rodríguez, y dirigido por la productora Monica Raymund. Esto marcó el primer crédito como guionista para Hicks, el primer crédito como guionista para Rodríguez y el tercer crédito como director para Raymund.

### Guion
David Dastmalchian se mostró satisfecho con la descripción de los Asesinos Géminis, y dijo: "Logré relacionarme con los Gareth, algo que nadie había hecho. El legado de Dexter es ahora profundo y extenso, y el fandom es increíble. No solo pude interpretar dos personajes, sino que tuve que crear dos actuaciones. Tuve dos enfrentamientos con Dexter, dos muertes a manos de Dexter, pero ninguna de ellas ocurrió al estilo de Dexter. Nunca me atan a una mesa. Todo es muy único".

### Rodaje
Las escenas en el castillo fueron filmadas en el Castillo Oheka.

### Música
El episodio presenta las canciones "Satan Is His Name" de Holly Golightly, "U-Mass" de los Pixies, "Kill Your Ego" de Pike Project, "Ran Kan Kan" de Tito Puente, y "Showdown" de Electric Light Orchestra.

## Recepción
"Course Correction" recibió críticas muy positivas. Louis Peitzman, de Vulture, le dio al episodio 4 estrellas sobre 5 y escribió: "Me lo estoy pasando tan bien que me siento un poco decepcionado por la rapidez con la que Dexter está eliminando a sus compañeros de cena. ¿Qué prisa hay? Aunque me encantaría pasar más tiempo con Prater y sus amigos asesinos en serie, reconozco que el ritmo vertiginoso de la serie es uno de sus mayores puntos a favor, sobre todo considerando lo frenéticos que son los primeros episodios".
Shawn Van Horn, de Collider, le dio al episodio una calificación de 8 sobre 10 y escribió: "Mientras Dexter vuela en el helicóptero de Prater hacia un destino inesperado, nos preguntamos cuánto tiempo podrá seguir así antes de que finalmente lo atrapen y expongan quién es realmente. En el episodio 7, "Course Correction", el control sobre el mundo de Dexter se intensifica cada vez más". Mads Misasi de Telltale TV le dio al episodio una calificación de 4 de 5 estrellas y escribió: "Dexter siempre ha tenido una personalidad un poco extraña, pero encantadora, pero durante el episodio 7 de la temporada 1 de Dexter: Resurrección, "Course Correction", se siente un poco frenético. Como dije, tal vez esa sea la intención del escritor para estos últimos episodios".
Greg MacArthur de Screen Rant escribió: "Estas escenas entre Dexter y Prater, y posteriormente entre Dexter y el gemelo de Gareth, son algunas de las mejores de la segunda secuela de Dexter. No solo son emocionantes y hacen avanzar la trama con buen gusto, sino que también emplean inteligentemente el pasado de Dexter para crear una experiencia visual magnífica, compleja y gratificante". Carissa Pavlica, de TV Fanatic, le dio al episodio una calificación de 4.5 estrellas sobre 5 y escribió: "En 'Course Correction', todo se vuelve más nítido. Es más divertido y más peligroso. No es solo un punto de inflexión, sino un espejo manchado de sangre que se refleja en el pasado, obligando a Dexter a enfrentarse a lo que es... y a lo que aún podría llegar a ser".